# Paedocypris
Genre
Paedocypris est un genre de poissons téléostéens de la famille des Cyprinidae (ordre des Cypriniformes).

## Liste des espèces
Selon World Register of Marine Species (3 août 2023) :
- Paedocypris carbunculus Britz & Kottelat, 2008
- Paedocypris micromegethes Kottelat, Britz, Tan & Witte, 2006
- Paedocypris progenetica Kottelat, Britz, Tan & Witte, 2006

## Description
Les cyprinidae miniaturisés présentent une structure anatomique qui peut être assez variable suivant les espèces et qui est regroupée en deux principes, mais dont certaines possédant des caractéristiques de miniaturisations avec des intermédiaires de quelques degrés. Le premier regroupe les espèces qui ont fui les bancs de leurs géniteurs plus grands bien que proportionnelle. Le second regroupe les espèces qui ont arrêté leur développement anatomique de telle sorte qu'ils ressemblent toujours à une forme larvaire (Danionella et Paedocypris). Ces espèces sont en principe connues pour être dénommées, espèce au "développement tronqué" ou espèce "paedomorphique". Les scientifiques pensent que ces espèces ont évolué à travers un processus connu sous le nom de « Paedomorphosis progenetic », c'est-à-dire provoqué par une maturation accélérée. Elles présentent le plus souvent une structure simplifiée du squelette et sont dites être des espèces aux particularités (spécificités) morphologiques. Ralf Britz (d) et al. (2009) considèrent que les troncatures de développement ont favorisé l'émergence de ces nouvelles espèces « en libérant de grandes parties du squelette des contraintes de développement, en dissociant le parcours développemental lié d'où il résulte la création d'un plus grand potentiel pour des changements plus spectaculaires » (voir aussi Boraras brigittae).

## Systématique
Le nom valide complet (avec auteur) de ce taxon est Paedocypris Kottelat, Britz (d), Tan (d) & Witte (d), 2006,.

## Étymologie
Le nom générique, Paedocypris, est la combinaison du παιδός, paidós, « enfant », avec le suffixe cypris, commun à de nombreux Cyprinidae, et fait référence à la miniaturisation de ces espèces.

## Publication originale
- (en) Maurice Kottelat, Ralf Britz, Tan Heok Hui et Kai-Erik Witte, « Paedocypris, a new genus of Southeast Asian cyprinid fish with a remarkable sexual dimorphism, comprises the world's smallest vertebrate », Proceedings of the Royal Society B, Royal Society, vol. 273, no 1589,‎ 22 avril 2006, p. 895-899 (ISSN 0962-8452 et 1471-2954, PMID 16627273, PMCID 1560243, DOI 10.1098/RSPB.2005.3419, lire en ligne).